# Guillermo Ortelli
Guillermo Javier Ortelli (Salto, Buenos Aires; 25 de abril de 1973) es un piloto argentino de automovilismo. Tuvo una destacada trayectoria a nivel nacional en las categorías Turismo Carretera, TC 2000 y Súper TC 2000, Top Race y TRV6, Gran Turismo Americano, Clase 3 del Turismo Nacional y TC Pick Up.
Es uno de los máximos ganadores del Turismo Carretera, acumulando siete campeonatos obtenidos en 1998, 2000, 2001, 2002, 2008, 2011 y 2016, y logrando 32 victorias. Al mismo tiempo, complementa su palmarés con dos títulos de Top Race en 2001 y 2005, tres subcampeonatos en Fórmula Renault Argentina, TC 2000 y Top Race, además de 54 victorias repartidas entre 32 de TC, 13 de TR, 9 de TC 2000 y 1 en Turismo Nacional.

## Carrera

### Karting
Antes de iniciarse en el deporte motor, Ortelli tendría un breve paso por el fútbol, al competir en las divisiones inferiores del Club Sports Salto de su ciudad natal. Su carrera como futbolista finaliza a los 16 años, cuando decide definitivamente volcarse al automovilismo.
Inicia su participación en el Campeonato bonaerense de karting, compitiendo por dos años.

### 1992-1995
Debuta oficialmente en el automovilismo de velocidad en 1992. Lo hace en la Fórmula Renault Argentina, compitiendo con una unidad Crespi-Renault. Su desempeño, lo lleva a ser tenido en cuenta por el preparador Tulio Crespi para los años siguientes.
En su segundo año en la Fórmula Renault, compite en búsqueda del campeonato pero resulta subcampeón, culminando por detrás del eventual monarca, Juan Manuel Silva. La obtención de este lauro, lo lleva a seguir siendo tenido en cuenta por Crespi para sus futuros proyectos.
1994 fue un año de doble debut para Ortelli, ya que tras haber obtenido el subcampeonato de Fórmula Renault Argentina, es llevado por Tulio Crespi para debutar en el Turismo Competición 2000, donde el chasista de Balcarce lo hace ingresar formando parte de su nuevo proyecto, dentro de esa categoría, debutando al comando de un Ford Escort Ghia, motorizado por Oscar Castellano y patrocinado por Isaura S.A. Al mismo tiempo, debuta en el Turismo Carretera, siendo llevado por Crespi y Castellano para acompañar a Fabián Acuña en la competencia de las 2 horas de Buenos Aires, sobre un Ford Falcon. El debut no pudo ser mejor, llevándose la dupla el triunfo, a la vez de convertirse Ortelli en un nuevo piloto que gana en su debut en la categoría mayor.
Al año siguiente continúa ligado a Tulio Crespi dentro del TC 2000, donde se conforma el Eg3 Competición, compartiendo equipo con Omar Martínez al comando de dos nuevas unidades Ford Escort XR3, motorizadas por Oscar Castellano y logrando conquistar su primer triunfo en la categoría y cerrando el torneo en el 4.º lugar. Asimismo, en el TC volvería a repetir la fórmula de acompañamiento a Fabián Acuña, aunque sin el éxito del año pasado. Sobre finales de la temporada, Ortelli tendría su debut como piloto titular dentro del TC, al presentarse en la última fecha con un Falcon de la peña olavarriense OlaFord, numerado con el 164. Su estreno no fue el esperado, abandonando en la primera serie de la competencia.

### 1996
Se quiebra la relación entre Tulio Crespi y Oscar Castellano, por lo que el Escort del equipo Eg3 Competición pasa primeramente a recibir la atención de Oscar Stranno en el chasis, con Castellano a cargo del motor. Ante este panorama, Ortelli resuelve quedarse dentro de este equipo, lo que significó su separación de su mentor deportivo. A mitad de temporada, Stranno se retira dejándole su lugar al equipo Lincoln Sport Group del escribano Hugo Cuervo. Asimismo, desarrolla su primera temporada completa dentro del Turismo Carretera, al comando del Falcon del equipo Trepat Competición. Con este auto, finaliza el torneo en el tercer lugar.

### 1997
Comienza la relación de Guillermo Ortelli con la marca Chevrolet, ya que en esta temporada la petrolera Eg3 firma un convenio con General Motors, para la creación del primer equipo oficial de dicha marca en el TC 2000. El acuerdo incluye la participación de Ortelli en el Turismo Carretera con un Chevrolet Chevy, por lo que también cambia de marca en esta categoría. En esta temporada y al comando de un Chevrolet Vectra II, atendido por Alberto Canapino en el chasis y motorizado por Oscar Castellano, le da a la marca su primer triunfo en la categoría. El rendimiento de la nueva unidad es tal, que le permite pelear por el título, obteniendo 7 podios consecutivos y finalizando el año en 3.º lugar. Por otra parte, en el Turismo Carretera consigue un par de victorias, pero solo le bastarían para finalizar en la 11.ª colocación. Al mismo tiempo, en ese año la Asociación Corredores de Turismo Carretera inaugura la Top Race, categoría en la que Ortelli debuta al comando de un BMW Serie 3

### 1998
Año de gloria para el piloto de Salto, ya que con la atención de Alberto Canapino obtiene la primera de sus siete coronas en la categoría Turismo Carretera. Con 25 años de edad, conquistaría la corona de la categoría más importante del automovilismo argentino, siendo consagrado como el campeón más joven de la divisional, honor que le fuera arrebatado por Agustín Canapino en 2010. Para lograr el título, Ortelli dejaría atrás a pilotos históricos como Emilio Satriano (subcampeón en ese torneo), Juan María Traverso y Luis Minervino entre otros. Por otra parte, volvería a competir en el TC 2000 como piloto oficial de Chevrolet, pero a mediados de año el equipo se disuelve por orden de la central. Tras un prolongado parate, regresa a la categoría, pero compitiendo por cuenta de Alberto Canapino. El périplo solo dura 4 fechas, retirándose el equipo por falta de apoyo económico.

### 1999
Continua ligado a Canapino dentro del Turismo Carretera, pero cede el título ante Juan María Traverso, finalizando en la 7.ª colocación. Al mismo tiempo, retorna al TC 2000 pero conformando su propia estructura, la cual recibiría apoyo semioficial de la marca Volkswagen. En esta temporada, se presentaría a competir con un Volkswagen Polo, recibiendo la atención y asesoramiento del equipo oficial Volkswagen, contando con la atención Guillermo Kissling en el chasis y la motorización de Guillermo Maldonado.

### 2000
En esta temporada se producen los dos primeros asaltos de una rivalidad que marcará el automovilismo. Guillermo Ortelli enfrentaría en dos torneos a Omar Martínez. Ambos pilotos tendrían su primer encuentro en el Turismo Carretera, donde Ortelli estrenaría su nueva escudería contando con la atención de Sandro Crespi en el chasis y Jorge Pedersoli en los motores. En esta temporada, Ortelli se consagraría de manera anticipada, llevándose su segunda corona en la categoría más importante del automovilismo argentino y relegando de esta manera a Martínez al subcampeonato. Como contrapartida, en el Top Race se presentaría a competir al comando de un BMW Serie 3, contando con la misma dupla de preparación, peleando por el campeonato también en esta categoría. Al finalizar la temporada, terminaría quedándose con el subcampeonato, perdiendo el título justamente ante Omar Martínez.

### 2001
Año especial para Ortelli, ya que conquistaría su primer Doble Corona Nacional al quedarse con el campeonato argentino de Top Race, al comando de su BMW Serie 3 y continuar su racha ganadora en el Turismo Carretera, al imponerse por tercera vez al comando de su Chevrolet Chevy. Asimismo, en esta divisional volvería a relegar en el torneo al mismo rival del año pasado, al dejar a Omar Martínez con el subcampeonato. A principios de año, había incursionado en el Gran Turismo Americano, una categoría creada por ACTC con la que se pretendía dar retiro al TC, sin embargo solo desarrollaría un par de carreras al comando de un Chevrolet Corvette, dejando de competir para enfocarse en el TC y el TR. También en este año se produce un conflicto institucional entre el Automóvil Club Argentino y la Asociación Corredores de Turismo Carretera, que provocaría que Ortelli pierda la posibilidad de continuar en el TC 2000, habiendo sido previamente convocado por el equipo oficial Toyota. Una vez solucionado el conflicto ACA-ACTC, retorna al TC 2000 compitiendo para la escudería oficial Honda Racing Argentina.

### 2002
Inicia el año compitiendo en el Turismo Carretera con importantes cambios, ya que prescinde de los servicios de Sandro Crespi en el chasis y reincorpora en su lugar a Alberto Canapino. Lejos de perder el nivel de competitividad, se proclama campeón por tercera vez consecutiva y cuarta en el historial del TC, volviendo a ganarle el duelo a Omar Martínez. Por otra parte, continuaría compitiendo en el TC 2000 bajo el ala del equipo oficial Honda, volviendo al triunfo después de 5 años.

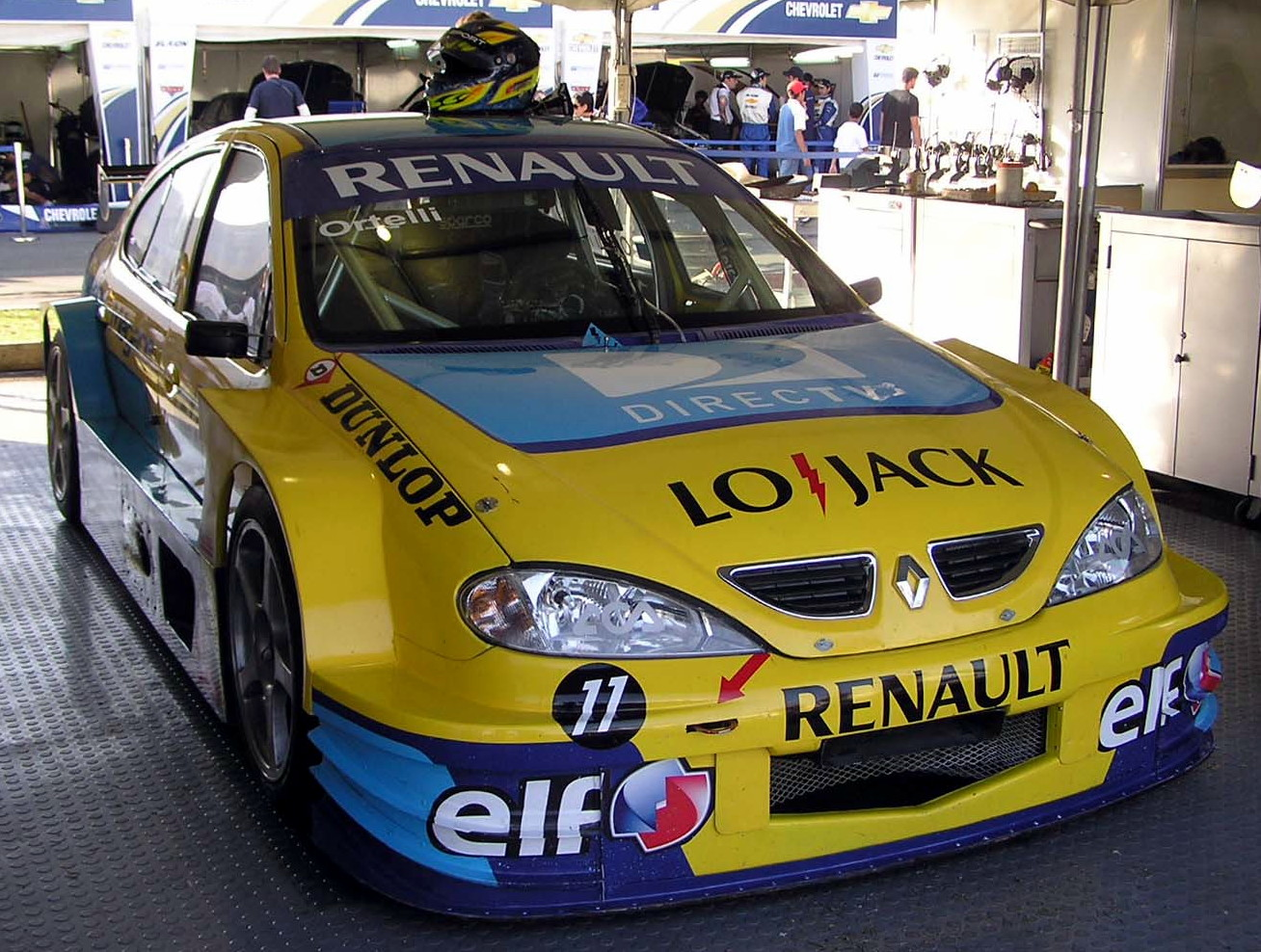
Ortelli en el TC 2000, la temporada 2006

- Ortelli en el TC 2000, la temporada 2006

### 2003
Continua compitiendo en TC y TC 2000 con los mismos equipos. En la primera divisional, cedería el título ante Ernesto Bessone II, cortando una racha de tres títulos consecutivos. Al mismo tiempo, refuerza su equipo con la incursión de José Ciantini al comando de un segundo Chevrolet Chevy. Por su parte, en el TC 2000, continuaría ligado a la escudería oficial Honda. Su rendimiento mejoraría, alcanzando 2 victorias y 3 podios para cerrar el año en la 6.ª colocación.

### 2004-2007
Durante este período, Ortelli entra en una etapa de ostracismo dentro del Turismo Carretera. A pesar de haber arrancado el 2004 ganando en la Primera fecha, la merma del rendimiento de su unidad hacía que su liderazgo se vuelva insostenible, hasta perderlo de manera definitiva a mitad de año. A partir de allí, comenzaría un vaivén en cuanto al recambio de sus preparadores que se prolongaría con el correr de los años. Sucesivamente pasarían por el chasis de su coche, Canapino, Cristian Ávila y hasta Edgardo Fernández, su chasista de TC 2000. Durante este período, alcanzaría apenas 4 victorias en total y sucesivamente culminaría 5.º (2004), 7.º (2005), 9.º (2006) y nuevamente 7.º (2007). En el año 2006 vuelve a agrandar su estructura con la incursión del ascendido Laureano Campanera con otro Chevrolet. Su llegada a fin del año 2007 al JP Racing, renueva sus expectativas de cara a la temporada 2008. Asimismo, durante este período la única buena noticia sería la obtención en el año 2005 del primer campeonato argentino del TRV6, categoría en la que debutara y se consagrara al comando de un Chevrolet Vectra II identificado con los colores del Club Atlético Boca Juniors, equipo del cual Ortelli es simpatizante. Su estadía en la TRV6 duró hasta 2006, año en que cedió el campeonato ante Omar Martínez, dejando la categoría para enfocarse en recuperar protagonismo en el TC. Por otra parte, continuaría compitiendo en el TC 2000, donde en 2004 abandona el equipo Honda para sumarse al proyecto particular de Edgardo Fernández, con miras a propiciar el retorno oficial de la marca Peugeot. A pesar de la falta de interés de parte de esta automotriz para con este proyecto, Ortelli alcanzaría a ganar una carrera en el año 2005, al comando de un Peugeot 307. Finalmente, en el año 2006, el equipo firma un convenio con la marca Renault para pasar a convertirse en el equipo oficial de la marca del rombo.

### 2008
Año de resurgimiento para Ortelli, quien encara la temporada en dos frentes. Primeramente, confirmado dentro del equipo JP Racing del Turismo Carretera, siempre compitiendo al comando de un Chevrolet Chevy. En segundo término, continuaría dentro del equipo oficial Renault Lo Jack Team del TC 2000, donde además de continuar piloteando una unidad Renault Mégane I, pasa a compartir el equipo con el campeón 2007 de la categoría Matías Rossi. En este año, debido a la situación generada el año anterior con la anticipada consagración de Christian Ledesma en el Turismo Carretera y ante el abrumador dominio ejercido en esta temporada por Juan Manuel Silva, la ACTC dispone la creación del sistema de Play Off para la definición del campeonato, con la puesta en juego de la Copa de Oro "Río Uruguay Seguros". La medida favorece enormemente a Ortelli, quien más allá de ello conquistaría 4 victorias finales logrando adjudicarse la Etapa de Play Off y por consiguiente, su quinto campeonato de Turismo Carretera. De no haberse decretado este sistema de definición, el campeón habría sido Silva, quien con 3 triunfos y una buena distancia de puntos, pudo haberse consagrado con una fecha de antelación. Por su parte, en el TC 2000 arrancaría el año de gran forma, siendo un serio candidato al título, sin embargo su unidad experimentaría mermas en su rendimiento, lo que lo terminaría perjudicando y haciendo perder la posibilidad de su primer campeonato en esta categoría, aunque conseguiría rescatar el subcampeonato coronando una buena faena personal y devolviendo a Renault a los primeros planos del TC 2000. Como corolario de esta temporada, fue invitado por su amigo Marcos Di Palma para competir en una fecha especial del TRV6, al comando de un Peugeot 407 del equipo del arrecifeño. Lamentablemente no culminaría esta competencia, debido a un duro golpe a la entrada de una curva.

### 2009
Nuevamente Ortelli encara dos frentes identificado al 100% con la marca Chevrolet. A su continuidad dentro del JP Racing con la Chevy del TC, se le sumaría su desvinculación del equipo Renault de TC 2000 y su pase al equipo oficial Chevrolet que a partir de ese año, pasaba a ser representado por la misma escudería que atendía a Ortelli en el TC. A pesar de tener un año aceptable dentro del TC, terminaría cediendo el título en manos de Emanuel Moriatis y finalizando el torneo en 4.º lugar. Por otra parte, en el TC 2000 el nuevo equipo Chevrolet lejos estuvo de emular a su antecesor, el Pro Racing, mostrando una paupérrima campaña que colocaría a la marca lejos de la lucha por el campeonato.

### 2010
Quizás el peor año para Ortelli, dados los resultados que obtendría en su paso por los dos frentes en lo que compitió. Confirmado por Chevrolet y el JP Racing, tanto para el TC 2000 como para el TC, este año exhibiría un nivel lejano al que había demostrado en 2008. En TC 2000 alcanzaría a subir 2 veces al podio, pero nuevamente el equipo se mostraría en un nivel pobre, que lo situaría lejos de cualquier lucha por el campeonato. En tanto que en el Turismo Carretera, también exhibiría un nivel paupérrimo, cerrando una muy mala campaña en la categoría al culminar en la 17.ª colocación. Estas alternativas darían pie a su salida del JP Racing en los dos frentes, de cara a la temporada 2011.

### 2011

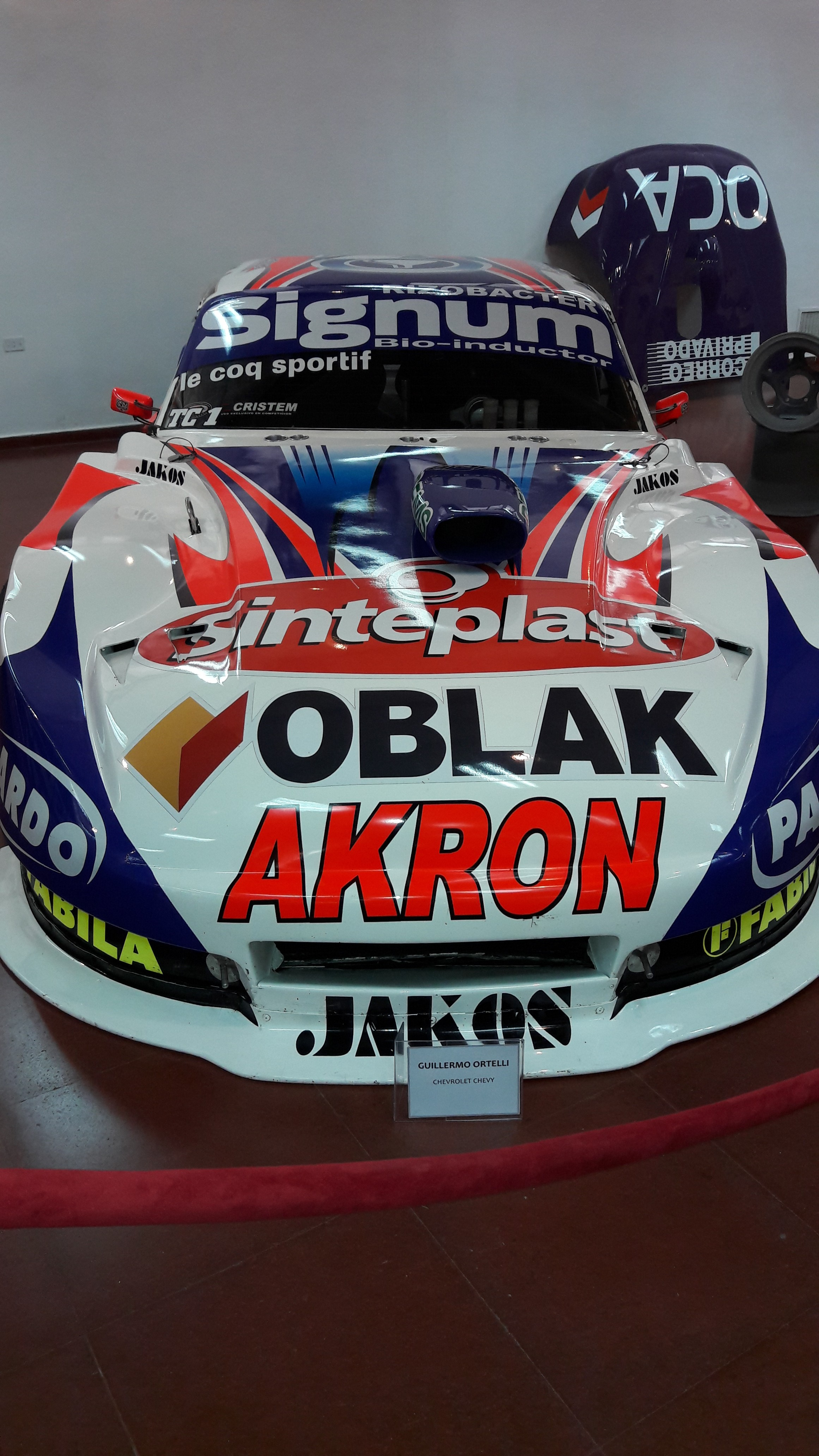
Chevrolet de Ortelli en el Museo de Bellas Artes de Luján.

Este año volvería a marcar dos regresos para Ortelli. En primer lugar, luego de su salida del equipo Chevrolet del TC 2000, volvería a ser convocado por la casa Renault para tener a su cargo el debut del nuevo modelo de la marca, el Renault Fluence. Junto a él sería convocado el entonces campeón de TC Pista, Mauro Giallombardo, con quien formarían un tándem competitivo para la marca del rombo. A pesar de ser un nuevo modelo, el Fluence se mostraría competitivo a la hora del desafío, logrando Ortelli volver a los primeros planos con dos triunfos y un 8.º puesto final en el torneo. Por otro lado, tras un pésimo 2010 dentro del TC, Ortelli resurgiría de la mano del equipo Dole Racing, en un campeonato que lo viera al comando de una unidad muy competitiva, con la cual volvería al triunfo en el Autódromo de Buenos Aires, sin embargo ese triunfo llegaría gracias a una polémica desclasificación de Gabriel Ponce de León, lo que terminaría habilitando a Ortelli para buscar un nuevo campeonato de TC. Lamentablemente, la tragedia se impondría sobre el cierre de este torneo, cuando el 13 de noviembre de 2011 en el autódromo de Balcarce, en un brutal accidente en el que Ortelli involuntariamente se vería involucrado, perdería la vida el joven Guido Falaschi, quien era uno de los candidatos al título hasta ese momento. La posterior coronación de Ortelli, que significaría a su vez su sexto título en la historia del TC y octavo de su cosecha personal, quedaría envuelta en un halo de tristeza por la desaparición del joven piloto.

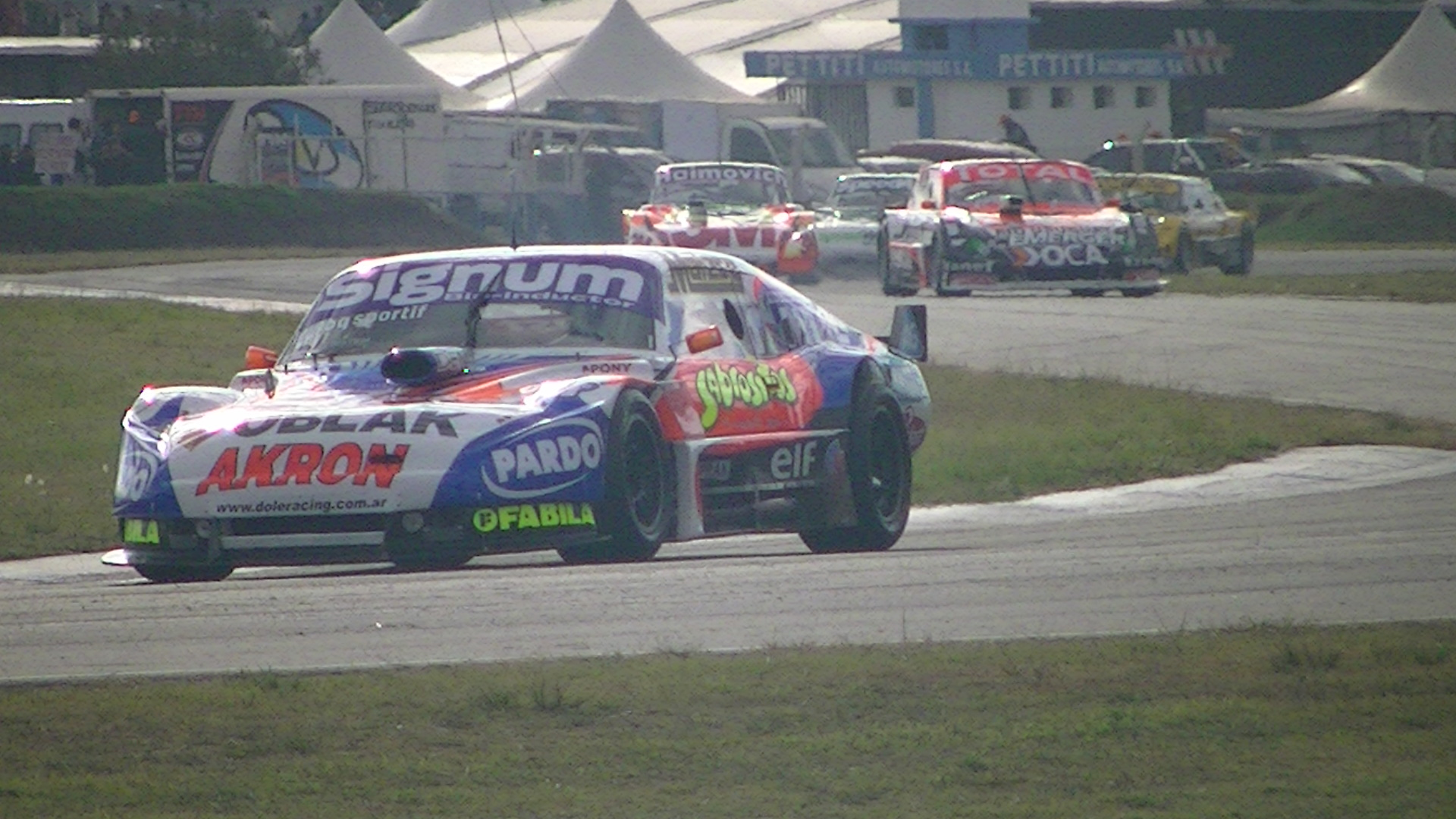
Ortelli en el TC, en el año 2012

- Ortelli en el TC, en el año 2012

### 2012
Nuevo año para Ortelli con agenda completa, ya que además de continuar dentro del Turismo Carretera se suma a la presentación del nuevo proyecto del Súper TC 2000 y se produce su debut en la Clase 3 del Turismo Nacional. En la máxima categoría del automovilismo argentino, Ortelli volvería a mostrarse competitivo, aunque sin la contundencia del año pasado, ya que sobre que no pudo ganar una carrera en el año, tuvo que ceder nuevamente la corona, en este caso al joven Mauro Giallombardo. En el Súper TC 2000 nuevamente es confirmado dentro del Renault Lo Jack Team, donde a pesar de no haber obtenido triunfos ni podios, contribuiría a la obtención del primer campeonato de escuderías puesto en juego por la categoría a partir de ese año. El vínculo entre Ortelli y Renault llevaría a la casa francesa a presentarlo como piloto oficial del nuevo equipo de la marca del rombo dentro del Turismo Nacional. Durante su primer año dentro de la categoría, mostraría una rápida adaptación culminando el año en la 7.ª colocación y reconfirmando su presencia para el año siguiente.

### 2013
Temporada especial para Ortelli, con una mezcla de altas y bajas. Primeramente, en el Turismo Carretera viviría su peor campaña deportiva, ya que al hecho de no haber clasificado al Play Off para definir al campeón, se sumaría un controvertido pase del equipo Dole Racing al JP Racing y una serie de resultados que lo pondrían en el ojo de la polémica, ya que indirectamente fue favorecido el piloto Diego Aventín, hijo del entonces presidente de la ACTC, Oscar Aventín y referente de la marca Ford, quien terminaría por consagrarse campeón. Aun así, Ortelli obtendría un nuevo triunfo en el TC, pero no alcanzaría para salir del 18.º puesto, su peor posición en su paso por la categoría. En segundo lugar, continuaría compitiendo dentro del equipo oficial Renault Lo Jack Team del Súper TC 2000, donde a pesar de conseguir resultados discretos a nivel personal, volvería a contribuir en la obtención de un nuevo campeonato de escuderías para el equipo. Por último, en el Turismo Nacional viviría su mejor temporada tras su debut, al comando del Renault Fluence del equipo oficial Renault, con el cual alcanzaría su primera victoria en la categoría y subiría al podio en tres oportunidades, inscribiendo su nombre en la lucha por el título y cerrando el año en una gran 3.ª ubicación.

### 2014
Inicia la temporada ligado al equipo JP Racing dentro del Turismo Carretera y solicitando el cambio de dorsal, adoptando para esta temporada el número 117 en lugar del correspondiente 18. Asimismo, renueva por un año más con la marca francesa Renault para una nueva temporada como piloto oficial tanto en el Súper TC 2000 como en la Clase 3 del Turismo Nacional. Dentro del TC, las acciones arrancarían de manera promisoria, inaugurando el campeonato con un triunfo en la primera fecha, sin embargo, con el correr del torneo, nuevamente sufriría la baja fiabilidad de la atención del JP Racing, no pudiendo hacer frente a Matías Rossi, quien se terminaría llevando el campeonato de forma arrasadora. Por el lado del Súper TC 2000 el panorama no cambiaría en nada, cerrando el torneo en un lejano 14.º puesto y trayendo como consecuencia el anuncio de su despedida de esta categoría, para la temporada siguiente. Panorama similar viviría dentro del Turismo Nacional, donde el equipo en general se vería perjudicado por la decisión de Renault de cambiar de modelo a medio camino del campeonato. El tener que trabajar para conseguir la adaptación del nuevo Renault Mégane III a las exigencias de la categoría, terminarían por acabar con los intereses de Ortelli en este campeonato, dada la excelente performance exhibida el año anterior. De esta forma y culminando el torneo en la 16.ª ubicación, finalizaría el vínculo de Ortelli con Renault y al mismo tiempo, la presencia oficial de la casa del rombo en esta categoría.

### 2015
Con renovados aires, Ortelli encararía esta temporada haciendo solamente dos frentes; primeramente, dentro del TC y siguiendo ligado al JP Racing, mientras que tras su desvinculación de Renault en el TN, iniciaría una nueva etapa bajo la estructura del ingeniero Pablo Arana, al comando de un Chevrolet Cruze y volviendo a contar como en sus inicios dentro del TC 2000, con la motorización de Oscar Castellano. En la categoría mayor, inauguraría una nueva etapa de la misma convirtiéndose en el primer ganador de la historia al comando de las modernizadas unidades equipadas con motores DOHC de 24 válvulas, al llevarse la fecha inaugural corrida en Concordia, sin embargo, nuevamente se pecaría de ineficiencia dentro del JP Racing, a la vez de haberse formulado reformas técnicas por parte de ACTC que favorecerían a los modelos de la marca Ford, teniendo sin embargo como resultado final nuevamente el 6.º lugar en el campeonato. Por el lado del TN, se viviría una temporada inusual ya que a pesar de no haber obtenido ninguna victoria, el equipo mostraría una gran regularidad que lo pondría como candidato en la lucha por el título, cerrando el torneo en un importante 4.º lugar, luego de haber liderado gran parte del torneo y de haber llegado a la última fecha del campeonato a un punto de distancia del puntero.

### 2016
Para esta temporada, Ortelli continuaría en las categorías de la temporada anterior, siendo confirmado una vez más como piloto principal del JP Racing en el TC y volviendo a apostar al Arana Ingeniería Sport dentro del Turismo Nacional. En el TN terminó 26.º, sin obtener un solo podio, pero se consagró campeón del Turismo Carretera, tras una polémica definición en la última carrera: Matías Rossi y Mariano Werner llegaban como principales candidatos a llevarse el título, pero Ortelli tenía chances. En la última curva de la carrera Werner impactó el auto de Rossi, quien hasta el momento se consagraba campeón, haciendo que pierda varias posiciones y que pierda el campeonato por 2 ante Ortelli.

## Resumen de carrera
| Temporada | Categoría                                             | Equipo                                              | Carreras | Victorias | Poles | VR  | Podios | Puntos | Pos. |
| --------- | ----------------------------------------------------- | --------------------------------------------------- | -------- | --------- | ----- | --- | ------ | ------ | ---- |
| 1992      | Fórmula Renault Argentina                             | s/d                                                 | s/d      | 1         | 1     | 2   | 1      | 38     | 8.º  |
| 1993      | Fórmula Renault Argentina                             | s/d                                                 | 14       | 2         | 3     | 2   | 9      | 152    | 2.º  |
| 1994      | Turismo Carretera                                     | Oscar Castellano                                    | 1        | 1         | 0     | 0   | 1      | 26     | 35.º |
| 1994      | Turismo Competición 2000                              | Crespi-Castellano                                   | 10       | 1         | 1     | 1   | 1      | 42     | 10.º |
| 1995      | Turismo Carretera                                     | Mecánica Justo José Izaguirre Peña OlaFord          | 3        | 0         | 0     | 0   | 0      | 9,5    | 59.º |
| 1995      | Turismo Competición 2000                              | Eg3 Competición                                     | 14       | 1         | 0     | 0   | 5      | 93     | 4.º  |
| 1996      | Turismo Competición 2000                              | Castellano Competición                              | 12       | 0         | 1     | 1   | 1      | 25     | 13.º |
| 1996      | Turismo Carretera                                     | Trepat Competición                                  | 16       | 2         | 1     | 1   | 5      | 197    | 3.º  |
| 1997      | Turismo Carretera                                     | Canapino Competición                                | 13       | 1         | 4     | 3   | 3      | 122    | 11.º |
| 1997      | Top Race                                              | Lepiane Motorsport                                  | 13       | 0         | 2     | 5   | 6      | 87     | 4.º  |
| 1997      | Turismo Competición 2000                              | Eg3 Competición                                     | 27       | 1         | 1     | 1   | 13     | 243    | 3.º  |
| 1998      | Top Race                                              | Ortelli Competición                                 | 6        | 0         | 1     | 0   | 1      | 31     | 16.º |
| 1998      | Turismo Competición 2000                              | Equipo Oficial Chevrolet Canapino Racing            | 12       | 0         | 0     | 0   | 2      | 65     | 12.º |
| 1998      | Turismo Carretera                                     | Canapino Competición                                | 16       | 1         | 5     | 0   | 6      | 194,5  | 1.º  |
| 1999      | Turismo Carretera                                     | Canapino Competición                                | 16       | 3         | 3     | 2   | 3      | 141,5  | 7.º  |
| 1999      | Top Race                                              | Canapino Competición                                | 19       | 3         | 4     | 2   | 10     | 184    | 4.º  |
| 1999      | Turismo Competición 2000                              | Ortelli Motorsport                                  | 4        | 0         | 0     | 0   | 0      | 3      | 27.º |
| 2000      | Top Race                                              | Ortelli Competición                                 | s/d      | 4         | 2     | s/d | s/d    | 242    | 2.º  |
| 2000      | Turismo Carretera                                     | s/d                                                 | 16       | 4         | 5     | 4   | 8      | 236,5  | 1.º  |
| 2001      | Turismo Competición 2000                              | Honda Racing Argentina                              | 10       | 0         | 2     | 1   | 1      | 28     | 15.º |
| 2001      | Turismo Carretera                                     | Sandro Crespi-Jorge Pedersoli                       | 16       | 1         | 1     | 1   | 5      | 205,5  | 1.º  |
| 2001      | Top Race                                              | Ortelli Competición                                 | 24       | 2         | 0     | s/d | s/d    | 185    | 1.º  |
| 2002      | Turismo Competición 2000                              | Honda Racing Argentina                              | 14       | 1         | 5     | 1   | 2      | 51     | 11.º |
| 2002      | Turismo Carretera                                     | Guille Ortelli Motorsport                           | 16       | 1         | 1     | 4   | 6      | 236,5  | 1.º  |
| 2002      | Top Race                                              | Ortelli Competición                                 | 2        | 0         | s/d   | s/d | s/d    | 2,5    | 54.º |
| 2003      | Turismo Competición 2000                              | Honda Racing Petrobras                              | 13       | 2         | 4     | 1   | 3      | 71     | 6.º  |
| 2003      | Turismo Carretera                                     | s/d                                                 | 16       | 2         | 3     | 3   | 4      | 183,5  | 3.º  |
| 2004      | Turismo Competición 2000                              | EF Racing                                           | 13       | 0         | 0     | 0   | 2      | 60     | 11.º |
| 2004      | Turismo Carretera                                     | s/d                                                 | 16       | 1         | 1     | 3   | 4      | 161    | 5.º  |
| 2005      | Top Race V6                                           | Boca Juniors Motorsport                             | 9        | 3         | 1     | s/d | s/d    | 141,5  | 1.º  |
| 2005      | Turismo Competición 2000                              | EF Racing                                           | 14       | 1         | 0     | 1   | 2      | 64     | 8.º  |
| 2005      | Turismo Carretera                                     | s/d                                                 | 16       | 1         | 0     | 3   | 3      | 149,5  | 7.º  |
| 2006      | Top Race V6                                           | Boca Juniors Motorsport                             | s/d      | 4         | 1     | s/d | s/d    | 196    | 3.º  |
| 2006      | Turismo Competición 2000                              | Renault TC 2000 Team                                | 14       | 0         | 0     | 0   | 3      | 95     | 6.º  |
| 2006      | Turismo Carretera                                     | Ortelli Motorsport                                  | 16       | 1         | 1     | 1   | 2      | 132    | 9.º  |
| 2007      | Turismo Competición 2000                              | Renault Team                                        | 14       | 0         | 0     | 2   | 5      | 105    | 4.º  |
| 2007      | Turismo Carretera                                     | Ortelli Motorsport                                  | 16       | 1         | 1     | 0   | 3      | 139,5  | 7.º  |
| 2008      | Top Race V6                                           | MDP                                                 | 1        | 0         | 0     | 0   | 0      | -      | NC   |
| 2008      | Turismo Competición 2000                              | Renault Lo Jack Team                                | 14       | 1         | 1     | 4   | 6      | 155    | 2.º  |
| 2008      | Turismo Carretera                                     | Ortelli Motorsport                                  | 15       | 4         | 2     | 3   | 7      | 218,5  | 1.º  |
| 2009      | Turismo Competición 2000                              | Chevrolet Elaion                                    | 12       | 0         | 1     | 0   | 1      | 49,5   | 8.º  |
| 2009      | Turismo Competición 2000 Copa Endurance Series        | Chevrolet Elaion                                    | 3        | 0         | 0     | 0   | 0      | 15     | 12.º |
| 2009      | Turismo Carretera                                     | Firestone JP Racing                                 | 16       | 2         | 2     | 0   | 3      | 184,5  | 4.º  |
| 2010      | Turismo Competición 2000                              | Chevrolet Elaion                                    | 13       | 0         | 0     | 0   | 2      | 60     | 11.º |
| 2010      | Turismo Competición 2000 Copa Endurance Series        | Chevrolet Elaion                                    | 3        | 0         | 0     | 0   | 0      | 5      | 15.º |
| 2010      | Turismo Carretera                                     | Firestone JP Racing                                 | 14       | 0         | 0     | 0   | 0      | 106,25 | 17.º |
| 2011      | Turismo Competición 2000                              | Renault Lo Jack Team                                | 13       | 1         | 0     | 2   | 1      | 122    | 8.º  |
| 2011      | Turismo Carretera                                     | Dole Racing                                         | 16       | 1         | 1     | 2   | 6      | 312,25 | 1.º  |
| 2011      | TC Mouras Torneo de pilotos invitados                 | Laboritto Juniors Racing                            | 2        | 0         | 0     | 0   | 0      | 8      | 10.º |
| 2012      | Súper TC 2000                                         | Renault Lo Jack Team                                | 13       | 0         | 0     | 0   | 0      | 105    | 8.º  |
| 2012      | Turismo Carretera                                     | Sinteplast Dole Racing                              | 15       | 0         | 0     | 1   | 5      | 199,25 | 3.º  |
| 2012      | Turismo Nacional Clase 3                              | Renault Sport TN                                    | 12       | 0         | 1     | 0   | 2      | 156    | 7.º  |
| 2013      | Súper TC 2000                                         | Renault Lo Jack Team                                | 12       | 0         | 0     | 0   | 0      | 90     | 9.º  |
| 2013      | Turismo Carretera                                     | Sinteplast Dole Racing JP Racing                    | 15       | 1         | 0     | 0   | 3      | 275    | 18.º |
| 2013      | Turismo Nacional Clase 3                              | Renault Sport TN                                    | 12       | 1         | 1     | 0   | 2      | 194    | 3.º  |
| 2013      | TC Mouras Torneo de pilotos invitados                 | JP Racing                                           | 1        | 0         | 0     | 0   | 1      | 17     | 24.º |
| 2014      | Súper TC 2000                                         | Renault Lo Jack Team                                | 13       | 0         | 1     | 0   | 1      | 74     | 14.º |
| 2014      | Turismo Carretera                                     | JP Racing                                           | 16       | 1         | 0     | 1   | 2      | 455,5  | 6.º  |
| 2014      | Turismo Nacional Clase 3                              | Renault Sport TN                                    | 12       | 0         | 0     | 0   | 0      | 104    | 16.º |
| 2014      | TC Mouras Torneo de pilotos invitados                 | JP Racing                                           | 1        | 1         | 0     | 0   | 1      | 20     | 19.º |
| 2015      | Turismo Carretera                                     | JP Racing                                           | 16       | 1         | 3     | 2   | 5      | 453,75 | 6.º  |
| 2015      | Turismo Nacional Clase 3                              | Arana Ingeniería Sport                              | 12       | 0         | 3     | 0   | 4      | 231    | 4.º  |
| 2015      | TC Mouras Torneo de pilotos invitados                 | JP Racing                                           | 1        | 1         | 0     | 0   | 1      | 10,5   | 28.º |
| 2016      | Turismo Carretera                                     | JP Racing                                           | 16       | 2         | 1     | 3   | 9      | 879    | 1.º  |
| 2016      | Turismo Nacional Clase 3                              | Arana Ingeniería Sport Team Peugeot Total Argentina | 12       | 0         | 0     | 0   | 0      | 71     | 26.º |
| 2016      | Súper TC 2000                                         | YPF Chevrolet                                       | 1        | 1         | 0     | 0   | 1      | -      | -    |
| 2016      | Porsche GT3 Cup Challenge Brasil Copa Endurance - Cup | s/d                                                 | 1        | 0         | 0     | 0   | 0      | 29     | 39.º |
| 2016      | TC Mouras Torneo de pilotos invitados                 | JP Racing                                           | 1        | 0         | 0     | 0   | 0      | 14,5   | 22.º |
| 2017      | Turismo Carretera                                     | JP Carrera                                          | 14       | 0         | 1     | 0   | 2      | 337,5  | 12.º |
| 2017      | Turismo Nacional Clase 3                              | Arana Ingeniería Sport                              | 1        | 0         | 0     | 0   | 0      | 4      | 39.º |
| 2017      | TC Mouras Torneo de pilotos invitados                 | JP Carrera                                          | 2        | 0         | 0     | 0   | 0      | 22,5   | 25.º |
| 2017      | Top Race V6                                           | JP Carrera Sportteam                                | 10       | 0         | 0     | 0   | 0      | 20     | 16.º |
| 2018      | Turismo Carretera                                     | JP Carrera                                          | 15       | 0         | 1     | 1   | 2      | 401    | 6.º  |
| 2018      | Turismo Carretera Torneo de carreras especiales       | JP Carrera                                          | 4        | 0         | 0     | 0   | 1      | 145    | 3.º  |
| 2018      | TC Mouras Torneo de pilotos invitados                 | JP Carrera                                          | 1        | 0         | 0     | 0   | 0      | 11,5   | 38.º |
| 2018      | TC Pick Up                                            | JP Carrera                                          | 5        | 1         | 1     | 1   | 2      | 40     | 4.º  |
| 2019      | Turismo Carretera                                     | JP Carrera                                          | 15       | 0         | 0     | 0   | 1      | 338,75 | 13.º |
| 2019      | Turismo Carretera Torneo de carreras especiales       | JP Carrera                                          | 3        | 0         | 0     | 0   | 1      | 67,5   | 13.º |
| 2019      | TC Pick Up                                            | JP Carrera                                          | 10       | 0         | 0     | 4   | 4      | 117    | 7.º  |
| 2020      | Turismo Carretera                                     | JP Carrera Coiro Dole Racing                        | 11       | 0         | 0     | 0   | 0      | 181,75 | 24.º |
| 2021      | Turismo Carretera                                     | LCA Racing JP Carrera                               | 10       | 0         | 0     | 0   | 0      | 78     | 41.º |
| Fuente:   |                                                       |                                                     |          |           |       |     |        |        |      |

## Resultados

### Turismo Competición 2000
| Año  | Equipo                   | Auto                 | 1     | 2     | 3      | 4     | 5    | 6    | 7     | 8         | 9      | 10     | 11   | 12    | 13    | 14    | 15     | 16     | 17    | 18    | 19     | 20     | 21     | 22     | 23        | 24    | 25    | 26    | 27     | 28     | Res. | Puntos |
| ---- | ------------------------ | -------------------- | ----- | ----- | ------ | ----- | ---- | ---- | ----- | --------- | ------ | ------ | ---- | ----- | ----- | ----- | ------ | ------ | ----- | ----- | ------ | ------ | ------ | ------ | --------- | ----- | ----- | ----- | ------ | ------ | ---- | ------ |
| 1997 |                          |                      | RAF I | RAF I | RC I   | RC I  | POS  | POS  | SJU I | SJU I     | PAR    | PAR    | GR   | GR    | BB I  | BB I  | SJU II | SJU II | RC II | RC II | NDJ    | NDJ    | MZA    | MZA    | BB II     | BB II | TRE   | TRE   | RAF II | RAF II | 3.º  | 243    |
| 1997 | Eg3 Competición          | Chevrolet Vectra II  | 4     | 3     | 5      | 7     | 2    | 7    | Ret   | NL        | Ret    | 5      | 9    | 3     | 3     | 2     | 2      | 2      | 3     | 2     | 13     | 4      | 4      | 7      | 21† (15†) | 4     | 2     | 2     | 1      | Ret    | 3.º  | 243    |
| 1998 |                          |                      | AG I  | AG I  | MDP I  | MDP I | RC I | RC I | SJU I | SJU I     | OLA    | OLA    | GR   | GR    | PAR I | PAR I | BA     | BA     | BB    | BB    | SJU II | SJU II | MDP II | MDP II | RC II     | RC II | AG II | AG II | PAR II | PAR II | 12.º | 65     |
| 1998 | Equipo Oficial Chevrolet | Chevrolet Vectra II  | 6     | 5     | 11 (9) | 2     | 9    | 9    | 4     | 17† (12†) |        |        |      |       |       |       |        |        |       |       |        |        |        |        |           |       |       |       |        |        | 12.º | 65     |
| 1998 | Canapino Racing          | Chevrolet Vectra II  |       |       |        |       |      |      |       |           |        |        |      |       |       |       |        |        |       |       |        |        | 5      | 3      | 20†       | Ret   |       |       |        |        | 12.º | 65     |
| 1999 |                          |                      | AG I  | AG I  | MDP    | MDP   | POS  | POS  | OLA   | OLA       | RC     | RC     | BA I | BA I  | BB    | BB    | TRE    | TRE    | AG II | AG II | GR     | GR     | RAF    | RAF    | PAR       | PAR   | SJO   | SJO   | BA II  | BA II  | 27.º | 3      |
| 1999 | Ortelli Motorsport       | Volkswagen Polo      | 8     | Ret   | 12     | Ret   |      |      |       |           |        |        |      |       |       |       |        |        |       |       |        |        |        |        |           |       |       |       |        |        | 27.º | 3      |
| 2001 |                          |                      | RAF   | RC    | BB     | SJU I | PAR  | BA I | OBE   | AG I      | SJO    | SJU II | MDA  | RES   | AG II | BA II |        |        |       |       |        |        |        |        |           |       |       |       |        |        | 15.º | 28     |
| 2001 | Honda Racing Argentina   | Honda Civic VI       |       |       |        | 6     | 3    | Ret  | 9     | Ret       | Ret    | Ret    | Ret  | 5     |       | Ret   |        |        |       |       |        |        |        |        |           |       |       |       |        |        | 15.º | 28     |
| 2002 |                          |                      | GR    | RC    | SJU I  | BB    | RES  | OBE  | AG    | SAL       | SJU II | PAR    | BA   | SRA   | PIG   | MDP   |        |        |       |       |        |        |        |        |           |       |       |       |        |        | 11.º | 51     |
| 2002 | Honda Racing Argentina   | Honda Civic VI       | 15†   | Ret   | 12†    | 16    | 5    | Ret  | 13    | Ret       | 9†     | Ret    | 2    | 1     | Ret   | 6     |        |        |       |       |        |        |        |        |           |       |       |       |        |        | 11.º | 51     |
| 2003 |                          |                      | SL I  | GR    | TRE    | SJU   | BB   | OBE  | RC    | SAL       | RES    | SR     | BA   | SL II | AG    | MDP   |        |        |       |       |        |        |        |        |           |       |       |       |        |        | 6.º  | 71     |
| 2003 | Honda Racing Petrobras   | Honda Civic VI       | 6     | 2     | Ret    | NL    | 23†  | 1    | Ret   | 16†       | 5      | Ret    | 5    | 13†   | Ret   | 1     |        |        |       |       |        |        |        |        |           |       |       |       |        |        | 6.º  | 71     |
| 2004 |                          |                      | GR    | VIE   | SJU    | PAR   | SL   | OBE  | AG    | CON       | RC     | SRA    | BB   | BA    | RAF   | MDP   |        |        |       |       |        |        |        |        |           |       |       |       |        |        | 11.º | 60     |
| 2004 | EF Racing                | Peugeot 307          | 2     | 13†   | Ex.    | 3     | 5    | 9    | 4     | 5         | 11†    | Ret    | Ret  | 22†   |       | 14    |        |        |       |       |        |        |        |        |           |       |       |       |        |        | 11.º | 60     |
| 2005 |                          |                      | BA I  | PAR   | VIE    | SJU   | OLA  | AG   | CUR   | OBE       | RAF    | SRA    | CON  | BA II | SL    | GR    |        |        |       |       |        |        |        |        |           |       |       |       |        |        | 8.º  | 64     |
| 2005 | EF Racing                | Peugeot 307          | 2     | Ret   | 11     | 9     | 7    | 18†  | Ret   | 5         | 11     | 8      | 1    | 5     | 12    | Ret   |        |        |       |       |        |        |        |        |           |       |       |       |        |        | 8.º  | 64     |
| 2006 |                          |                      | BA I  | OLA   | CR     | VIE   | SFE  | SJU  | SRA   | RES       | CUR    | SMM    | GR   | BA II | OBE   | PAR   |        |        |       |       |        |        |        |        |           |       |       |       |        |        | 6.º  | 95     |
| 2006 | Renault TC 2000 Team     | Renault Mégane I     | 2     | 3     | 8      | 12†   | 7    | 3    | 8     | 4         | 8      | 6      | Ret  | 6     | Ret   | 15    |        |        |       |       |        |        |        |        |           |       |       |       |        |        | 6.º  | 95     |
| 2007 |                          |                      | CR    | GR    | BB     | SMM   | SJU  | SP   | AG    | SFE       | SRA    | VIE    | BA   | OBE   | SL    | PDE   |        |        |       |       |        |        |        |        |           |       |       |       |        |        | 4.º  | 105    |
| 2007 | Renault Team             | Renault Mégane I     | 3     | 3     | 5      | 11    | 7    | 6    | 5     | Ret       | 3      | 2      | Ret  | 3     | 8     | 5     |        |        |       |       |        |        |        |        |           |       |       |       |        |        | 4.º  | 105    |
| 2008 |                          |                      | PAR   | SAL   | GR     | SFE   | SJU  | RES  | AG    | BA        | OBE    | TRH    | VIE  | SMM   | PDF   | PDE   |        |        |       |       |        |        |        |        |           |       |       |       |        |        | 2.º  | 155    |
| 2008 | Renault Lo Jack Team     | Renault Mégane I     | 1     | 2     | 4      | 2     | 4    | 3    | 4     | 4         | Ex.    | 3      | 7    | Ret   | 7     | 2     |        |        |       |       |        |        |        |        |           |       |       |       |        |        | 2.º  | 155    |
| 2009 |                          |                      | AG    | GR    | OBE    | SMM   | TRH  | RES  | BA    | CEN       | SFE    | SFE    | SJU  | SJU   | PDF   |       |        |        |       |       |        |        |        |        |           |       |       |       |        |        | 8.º  | 49,5   |
| 2009 | Chevrolet Elaion         | Chevrolet Vectra III | Ret   | 9     | 4      | 3     | 8    | 11   | Ret   | NL        | 7      | 8      | Ret  | 11    | 5     |       |        |        |       |       |        |        |        |        |           |       |       |       |        |        | 8.º  | 49,5   |
| 2010 |                          |                      | PDE   | SMM   | GR     | AG    | RES  | TRH  | LR    | SFE       | SFE    | CEN    | OBE  | BA    | PDF   |       |        |        |       |       |        |        |        |        |           |       |       |       |        |        | 11.º | 60     |
| 2010 | Chevrolet Elaion         | Chevrolet Vectra III | Ret   | 4     | Ret    | 8     | 2    | 8    | 8     | 5         | 21†    | 28†    | 11   | 9     | 3     |       |        |        |       |       |        |        |        |        |           |       |       |       |        |        | 11.º | 60     |
| 2011 |                          |                      | GR    | SFE   | SFE    | SMM   | SJU  | RES  | AG    | TRH       | LPL    | TRE    | JUN  | PDF   | PAR   |       |        |        |       |       |        |        |        |        |           |       |       |       |        |        | 8.º  | 122    |
| 2011 | Renault Lo Jack Team     | Renault Fluence      | 22    | 9     | Ret    | 1     | Ret  | 4    | 7     | 7         | 5      | 15     | 10   | 13    | 10    |       |        |        |       |       |        |        |        |        |           |       |       |       |        |        | 8.º  | 122    |

#### Copa Endurance Series
| Año  | Equipo           | Auto                 | 1   | 2   | 3   | Res. | Puntos |
| ---- | ---------------- | -------------------- | --- | --- | --- | ---- | ------ |
| 2009 |                  |                      | TRH | BA  | PDF | 12.º | 15     |
| 2009 | Chevrolet Elaion | Chevrolet Vectra III | 8   | Ret | 4   | 12.º | 15     |
| 2010 |                  |                      | TRH | CEN | BA  | 15.º | 5      |
| 2010 | Chevrolet Elaion | Chevrolet Vectra III | 8   | 28† | 9   | 15.º | 5      |

### Súper TC 2000
| Año  | Equipo               | Auto              | 1   | 2   | 3   | 4    | 5   | 6   | 7   | 8   | 9   | 10  | 11  | 12  | 13  | 14    | Res. | Puntos |
| ---- | -------------------- | ----------------- | --- | --- | --- | ---- | --- | --- | --- | --- | --- | --- | --- | --- | --- | ----- | ---- | ------ |
| 2012 |                      |                   | AG  | BA  | ROS | SJU  | GR  | OBE | RAF | SMM | RC  | SFE | SFE | SAL | PDF |       | 8.º  | 105    |
| 2012 | Renault Lo Jack Team | Renault Fluence   | 9   | 8   | Ret | 12   | 8   | Ret | 9   | 6   | 4   | Ret | 10  | 5   | 8   |       | 8.º  | 105    |
| 2013 |                      |                   | BA  | ROS | SJU | TOA  | AG  | TRH | JUN | SFE | GR  | LP  | SMM | PDF |     |       | 9.º  | 90     |
| 2013 | Renault Lo Jack Team | Renault Fluence   | 5   | 8   | 8   | 7    | 11  | 12  | 18  | 10  | 13  | 7   | 5   | 7   |     |       | 9.º  | 90     |
| 2014 |                      |                   | RAF | VIE | AG  | ROS  | TOA | BA  | RES | SFE | SFE | SJU | TRH | COD | PDF |       | 14.º | 74     |
| 2014 | Renault Lo Jack Team | Renault Fluence   | 11  | 3   | Ret | 14   | 13  | 6   | 10  | 13† | 11  | 9   | Ret | 14† | 12  |       | 14.º | 74     |
| 2016 |                      |                   | TRE | ROS | SMM | AG I | TRH | OBE | BA  | SFE | SFE | TOA | SJU | GR  | GR  | AG II | -    | -      |
| 2016 | YPF Chevrolet        | Chevrolet Cruze I |     |     |     |      |     |     | 1   |     |     |     |     |     |     |       | -    | -      |

### Triunfos en el TC
| #  | Fecha                    | Carrera                                  | Marca           | Obs. |
| -- | ------------------------ | ---------------------------------------- | --------------- | ---- |
| 1  | 11 de septiembre de 1994 | Autódromo Oscar Alfredo Gálvez           | Ford Falcon     | (1)  |
| 2  | 6 de octubre de 1996     | Autódromo Mar y Valle                    | Ford Falcon     | (2)  |
| 3  | 1 de diciembre de 1996   | Autódromo Ciudad de Nueve de Julio       | Ford Falcon     |      |
| 4  | 8 de junio de 1997       | Autódromo Ciudad de Nueve de Julio       | Chevrolet Chevy | (3)  |
| 5  | 8 de febrero de 1998     | Autódromo Luis Rubén Di Palma            | Chevrolet Chevy |      |
| 6  | 7 de febrero de 1999     | Autódromo Luis Rubén Di Palma            | Chevrolet Chevy |      |
| 7  | 21 de febrero de 1999    | Autódromo Luis Rubén Di Palma            | Chevrolet Chevy |      |
| 8  | 13 de junio de 1999      | Autódromo Ciudad de Paraná               | Chevrolet Chevy |      |
| 9  | 11 de junio de 2000      | Autódromo Ciudad de Nueve de Julio       | Chevrolet Chevy |      |
| 10 | 2 de julio de 2000       | Autódromo Parque Ciudad de Río Cuarto    | Chevrolet Chevy |      |
| 11 | 6 de agosto de 2000      | Autódromo Ciudad de Paraná               | Chevrolet Chevy |      |
| 12 | 27 de agosto de 2000     | Autódromo Sudamericano de Olavarría      | Chevrolet Chevy |      |
| 13 | 3 de junio de 2001       | Autódromo Sudamericano de Olavarría      | Chevrolet Chevy |      |
| 14 | 2 de junio de 2002       | Autódromo Ciudad de Paraná               | Chevrolet Chevy |      |
| 15 | 19 de enero de 2003      | Autódromo Luis Rubén Di Palma            | Chevrolet Chevy |      |
| 16 | 24 de agosto de 2003     | Autódromo Ciudad de Rafaela              | Chevrolet Chevy |      |
| 17 | 8 de febrero de 2004     | Autódromo Luis Rubén Di Palma            | Chevrolet Chevy |      |
| 18 | 12 de junio de 2005      | Autódromo Ciudad de Rafaela              | Chevrolet Chevy |      |
| 19 | 5 de marzo de 2006       | Autódromo Luis Rubén Di Palma            | Chevrolet Chevy |      |
| 20 | 24 de junio de 2007      | Autódromo Rosamonte                      | Chevrolet Chevy |      |
| 21 | 10 de febrero de 2008    | Autódromo Luis Rubén Di Palma            | Chevrolet Chevy |      |
| 22 | 20 de abril de 2008      | Autódromo Ciudad de Nueve de Julio       | Chevrolet Chevy |      |
| 23 | 3 de agosto de 2008      | Autódromo Parque Ciudad de Río Cuarto    | Chevrolet Chevy |      |
| 24 | 26 de octubre de 2008    | Autódromo Ciudad de Paraná               | Chevrolet Chevy |      |
| 25 | 1 de marzo de 2009       | Autódromo Juan Manuel Fangio de Balcarce | Chevrolet Chevy |      |
| 26 | 23 de agosto de 2009     | Autódromo Ciudad de Nueve de Julio       | Chevrolet Chevy |      |
| 27 | 29 de mayo de 2011       | Autódromo Oscar y Juan Gálvez            | Chevrolet Chevy | (4)  |
| 28 | 24 de noviembre de 2013  | Autódromo Mar y Valle                    | Chevrolet Chevy |      |
| 29 | 9 de febrero de 2014     | Autódromo Parque Provincia del Neuquén   | Chevrolet Chevy |      |
| 30 | 22 de marzo de 2015      | Autódromo Ciudad de Concordia            | Chevrolet Chevy |      |
| 31 | 28 de agosto de 2016     | Autódromo Ciudad de Paraná               | Chevrolet Chevy |      |
| 32 | 2 de octubre de 2016     | Autódromo de Concepción del Uruguay      | Chevrolet Chevy |      |

- [21][22][23]

Observaciones:

(1): Corrió como piloto invitado de Fabián Acuña

(2): Primera victoria como piloto titular

(3): Primera victoria con Chevrolet en Turismo Carretera

(4): Ganó por la desclasificacion de Gabriel Ponce de León

### Títulos Honoríficos
- 1998: Revelación Racers
- 1998: Olimpia de Plata.
- 2000: Olimpia de Plata.
- 2001: Fangio de Plata: Campeón de TC.
- 2001: Fangio de Plata: Campeón de Top Race.
- 2001: Premio Clarín: Como mejor deportista de su especialidad.
- 2001: Olimpia de Plata.
- 2002: Premio Clarín.
- 2002: Fangio de Plata: Campeón TC 2002.
- 2002: Fangio de Plata: Al mejor piloto.
- 2002: Fangio de Oro.
- 2002: Olimpia de Plata.
- 2005: Fangio de Plata: Campeón Top Race V6.
- 2010: Premio Konex - Diploma al Mérito
- 2011: Olimpia de Plata.
- 2020: Premio Konex - Diploma al Mérito